# Raymond van Poitiers
Raymond van Poitiers (circa 1099 - Inab, 29 juni 1149) was van 1136 tot aan zijn dood vorst iure uxoris van Antiochië. Hij behoorde tot het huis Poitiers.

## Levensloop
Raymond was de jongste zoon van hertog Willem IX van Aquitanië uit diens huwelijk met gravin Filippa van Toulouse. 
Hij groeide op aan het hof van koning Hendrik I van Engeland en kreeg daar de uitnodiging van koning Fulco van Jeruzalem, tevens regent van het vorstendom Antiochië, om naar Palestina te komen en er te huwen met de minderjarige Constance (1127-1163), de erfgename van vorst Bohemund II van Antiochië. Zijn reis naar Palestina verliep niet zonder problemen, omdat koning Rogier II van Sicilië zijn erfaanspraken op Antiochië liet gelden en Raymond wilde laten arresteren. Uiteindelijk slaagde hij erin om Antiochië in 1136 te bereiken, waarna hij huwde met de amper tienjarige Constance. Het huwelijk had de zegen van Willem van Mesen, de patriarch van Jeruzalem, maar niet van de moeder van de bruid, Alice van Jeruzalem, die gedacht had dat Raymond met haar zou trouwen. Na het huwelijk werd Raymond vorst van Antiochië, waarbij hij in het recht van zijn echtgenote bestuurde.
Het eerste regeringsjaar van Constance en Raymond stond in het teken van de strijd tegen de Byzantijnse keizer Johannes II Komnenos, die de kruisvaardersstaten wilde heroveren. Raymond werd gedwongen om de keizer te huldigen en moest zelfs beloven om Antiochië af te staan zodra er voor hem een nieuw leengoed werd gevonden. Hierbij dacht Johannes aan de moslimgebieden ten oosten van Antiochië. In 1138 begonnen Raymond en Johannes een veldtocht om deze gebieden te veroveren, maar dit draaide op een mislukking uit. Raymond had weinig zin om de keizer te helpen, omdat alle veroveringen voor hem het verlies van Antiochië betekenden. Johannes Komnenos keerde uiteindelijk terug naar Constantinopel, nadat zijn doel was mislukt en hij tevergeefs de overdracht van de citadel van Antiochië had gevraagd. 
Vervolgens kwam Raymond in conflict met Ralphus van Domfront, de Latijnse patriarch van Antiochië. Raymond verzette zich tegen de huldiging die hij aan de patriarch moest brengen en deed dat op basis van de dubieuze omstandigheden waarin Ralphus tot patriarch was verkozen. Raymond bereikte zijn doel, Ralphus werd in 1139 afgezet als Latijns patriarch van Antiochië. In 1142 leefde het conflict met Johannes II Komnenos terug op, nadat Raymond geweigerd had om zijn huldiging te hernieuwen. De keizer was echter niet in staat om veel tegen hem te ondernemen en verwoestte dan maar de omgeving van Antiochië. Toen Raymond in 1143 van de nieuwe Byzantijnse keizer Manuel I Komnenos de overdracht van enkele Cilicische steden eiste, dwong die laatste hem tot een vernederend bezoek aan Constantinopel, waar Raymond zijn huldiging moest hernieuwen en moest beloven om in Antiochië een orthodoxe patriarch te installeren.
In 1148 bezochten koning Lodewijk VII van Frankrijk, die toen deelnam aan de Tweede Kruistocht en zijn echtgenote Eleonora van Aquitanië, een nicht van Raymond, Antiochië. Raymond probeerde Lodewijk VII ervan te weerhouden om met zijn kruisvaardersleger door te reizen naar Jeruzalem en smeekte hem in plaats daarvan om hulp bij de verovering van Aleppo. Naar verluidt werd Lodewijk al snel jaloers op de warme band tussen Raymond en Eleonora. Hij weigerde de verzoeken van de vorst van Antiochië te accepteren en reisde snel door naar Akko. De Tweede Kruistocht mislukte uiteindelijk door het succesloze Beleg van Damascus, waarbij emir Unur, de heerser van de stad, de steun kreeg van het leger van Nur ad-Din.
In 1149 vielen Unur en Nur ad-Din met een leger het vorstendom Antiochië binnen. Ze boekten een overwinning tegen Raymonds troepen bij Baghras en belegerden vervolgens Inab. Raymond verzamelde daarop zijn troepen en rukte, met een contingent van Assassijnen onder leiding van Ali ibn-Wafa als versterking, op naar Inab om de stad te ontzetten. Op 28 juni 1149 bevond Raymond zich met zijn leger aan de bronnen van Murad nabij Inab, toen ze omsingeld werden door de troepen van Nur ad-Din. De volgende morgen volgde de Slag bij Inab, waarbij Raymonds leger vernietigend verslagen werd en hijzelf sneuvelde. Nur ad-Din liet zijn hoofd als trofee in een zilverkast opsturen naar de kalief van Bagdad.

## Nakomelingen
Raymond van Poitiers en zijn echtgenote Constance kregen zeker vijf kinderen:
- Bohemund III (1144-1201), vorst van Antiochië
- Boudewijn (overleden rond 1176)
- Raymond (overleden rond 1181)
- Maria (1145-1182), huwde in 1161 met de Byzantijnse keizer Manuel I Komnenos
- Filippa van Antiochë (overleden in 1178), huwde rond 1157 met heer Humpfrey II van Toron.